# Chynorany
Chynorany (em húngaro: Kinorány) é um município da Eslováquia, situado no distrito de Partizánske, na região de Trenčín. Tem 10,35 km² de área e sua população em 2018 foi estimada em 2.703 habitantes.

## Demografia
| Ano:        | 1994 | 2004   | 2014   | 2024   |
| ----------- | ---- | ------ | ------ | ------ |
| Broj ljudi: | 2782 | 2723   | 2718   | 2661   |
| Razlika:    |      | -2,12% | -0,18% | -2,09% |

| Ano:               | 2023 | 2024   |
| ------------------ | ---- | ------ |
| Número de pessoas: | 2671 | 2661   |
| Diferença:         |      | -0,37% |